# Brian Henderson-Sellers
Pour les articles homonymes, voir Henderson et Sellers.
 (juin 2021).
Si vous disposez d'ouvrages ou d'articles de référence ou si vous connaissez des sites web de qualité traitant du thème abordé ici, merci de compléter l'article en donnant les références utiles à sa vérifiabilité et en les liant à la section « Notes et références ».
Brian Henderson-Sellers (né le 25 juillet 1951) est un informaticien anglais, professeur de systèmes d'information à l'Université de technologie de Sydney. Il est également directeur du Center for Object Technology and Applications de l'Université de technologie de Sydney.

## Biographie
Henderson-Sellers a obtenu un BSc et un ARCS en mathématiques de l'Imperial College de Londres en 1972, un MSc de l'Université de Reading en 1973 et un doctorat de l'Université de Leicester en 1976.
De 1976 à 1983, il a été chargé de cours au Département de génie civil de l'Université de Salford en Angleterre et à partir de 1983 au Département de mathématiques. En 1988, il a émigré en Australie et est devenu professeur associé à l'école des systèmes d'information de l'Université de New South Wales. En 1990, il a fondé le groupe d'intérêt spécial orienté objet de l'Australian Computer Society. Il est cofondateur et leader du consortium international OPEN. Actuellement, il est professeur de systèmes d'information à l'Université de technologie de Sydney. Il est également directeur du Center for Object Technology and Applications de l'Université de technologie de Sydney.
Il est également rédacteur en chef de l'International Journal of Agent-Oriented Software Engineering et membre du comité de rédaction du Journal of Object Technology and Software and Systems Modeling et a été pendant de nombreuses années rédacteur régional d'Object-Oriented Systems, membre du comité de rédaction d'Object Magazine / Component Strategies et Object Expert , rédacteur en chef adjoint de la revue Enterprise Modeling and Information Systems Architectures.
En juillet 2001, Henderson-Sellers a reçu un doctorat en sciences (DSc) de l'Université de Londres pour ses contributions à la recherche sur les méthodes orientées objet.

## Travail
Ses intérêts de recherche sont l'analyse et la conception orientées objet, les métriques orientées objet, les méthodes orientées agent et la migration des organisations vers la technologie objet.

### OPEN
Le processus, l'environnement et la notation orientés objet (OPEN) est une méthode et un processus de troisième génération, du domaine public, entièrement orientés objet. Il englobe les problèmes commerciaux, les problèmes de qualité, les problèmes de modélisation et les problèmes de réutilisation dans son support de bout en bout du cycle de vie pour le développement de logiciels utilisant le paradigme orienté objet. Son cadre basé sur un métamodèle peut être adapté à des domaines ou projets individuels en tenant compte des compétences personnelles, de la culture organisationnelle et des exigences propres à chaque domaine industriel.

## Publications
Henderson-Sellers est l'auteur de nombreux articles dont trente et un livres et est bien connu pour ses travaux dans les méthodes de développement logiciel orientées objet et orientées agent et l'ingénierie de méthodes situationnelles (MOSES, COMMA et OPEN) et dans les métriques OO. Une sélection :
- 1992 : Book of object-oriented knowledge : object-oriented analysis, design, and implementation : a new approach to software engineering.
- 1994 : Booktwo of object-oriented knowledge : the working object : object-oriented software engineering : methods and management. With J.M. Edwards.
- 1996 : Object-oriented metrics : measures of complexity
- 1997 : OPEN process specification. With Ian Graham and Houman Younessi.
- 1998 : OPEN Modeling Language (OML) reference manual. With Donald Firesmith, Ian Graham, foreword by Meilir Page-Jones.
- 1998 : Object-oriented metamethods. With A. Bulthuis.
- 1998 : OPEN toolbox of techniques. With Anthony Simons and Houman Younessi.
- 2000 : Open modeling with UML. With Bhuvan Unhelkar.
- 2005 : Agent-oriented methodologies. With Paolo Giorgini (ed)
- 2008 : Metamodelling for software engineering. With César González-Pérez.
- 2008 : Situational method engineering : fundamentals and experiences. Edited with Jolita Raylte and Sjaak Brinkkemper. New York : Springer, 2008.
- 2012 : On the Mathematics of Modelling, Metamodelling, Ontologies and Modelling Languages, Springer, 2012.